# Sylta
Sylta est une localité de Suède dans la commune d'Upplands-Bro située dans le comté de Stockholm.
Sa population était de 763 habitants en 2005.